# From the Purple Skies
From the Purple Skies è un album discografico del gruppo musicale italiano Wicked Minds, pubblicato nel 2006 dalla Black Widow Records.

## Tracce

### Disco 1

#### Lato A
1. From the Purple Skies
2. The Elephant Stone
3. Drifting

#### Lato B
1. Across the Sunrise
2. Forever My Queen (cover dei Pentagram)
3. Rising Above

### Disco 2

#### Lato A
1. Queen of Violet
2. Space Child
3. Gypsy (cover degli Uriah Heep)

#### Lato B
1. Return To Uranus

## Musicisti
- Lucio Calegari - chitarrista
- Paolo Negri - hammondista
- Riccardo Lovotti - batterista
- Enrico Garilli - bassista
- J.C. Cinel - voce